# Вторая книга Маккавейская
Втора́я кни́га Маккаве́йская — в православии и католицизме ветхозаветная библейская книга, отсутствующая в еврейской Библии (Танахе) и не входящая в Ветхий Завет в протестантизме. В Русской православной церкви относится к неканоническим книгам, в католицизме — второканоническим, в иудаизме и протестантизме — апокрифическим. В католицизме признана богодухновенной, в православии — небогодухновенной (но полезной и назидательной).
Данный текст не является продолжением первой книги Маккавейской, а дополнением к ней и описывает события, относящиеся к 175—161 гг. до н. э. Если первая книга Маккавейская представляет собой почти документальное повествование, то вторая книга изобилует драматическими эпизодами, диалогами, описанием чудес, произошедших при изгнании Селевкидов и эллинистов из Иудеи и образовании независимого царства Маккавеев.
Во второй главе говорится, что данный текст представляет собой сжатый пересказ изложенного в пяти книгах рассказа некоего Иасона Киринейского. Написана на древнегреческом языке. В первой главе указывается дата — 188 год эры Селевкидов (то есть 124 год до н. э.) (2Мак. 1:10), что позволяет отнести время написания книги примерно к 100 году до н. э. или не позднее 63 года до н. э.
В книге описывается мученичество семи святых мучеников Маккавеев, их матери Соломонии и учителя Елеазара (2Мак. 6:18-7:42).

## Содержание

### Вступление

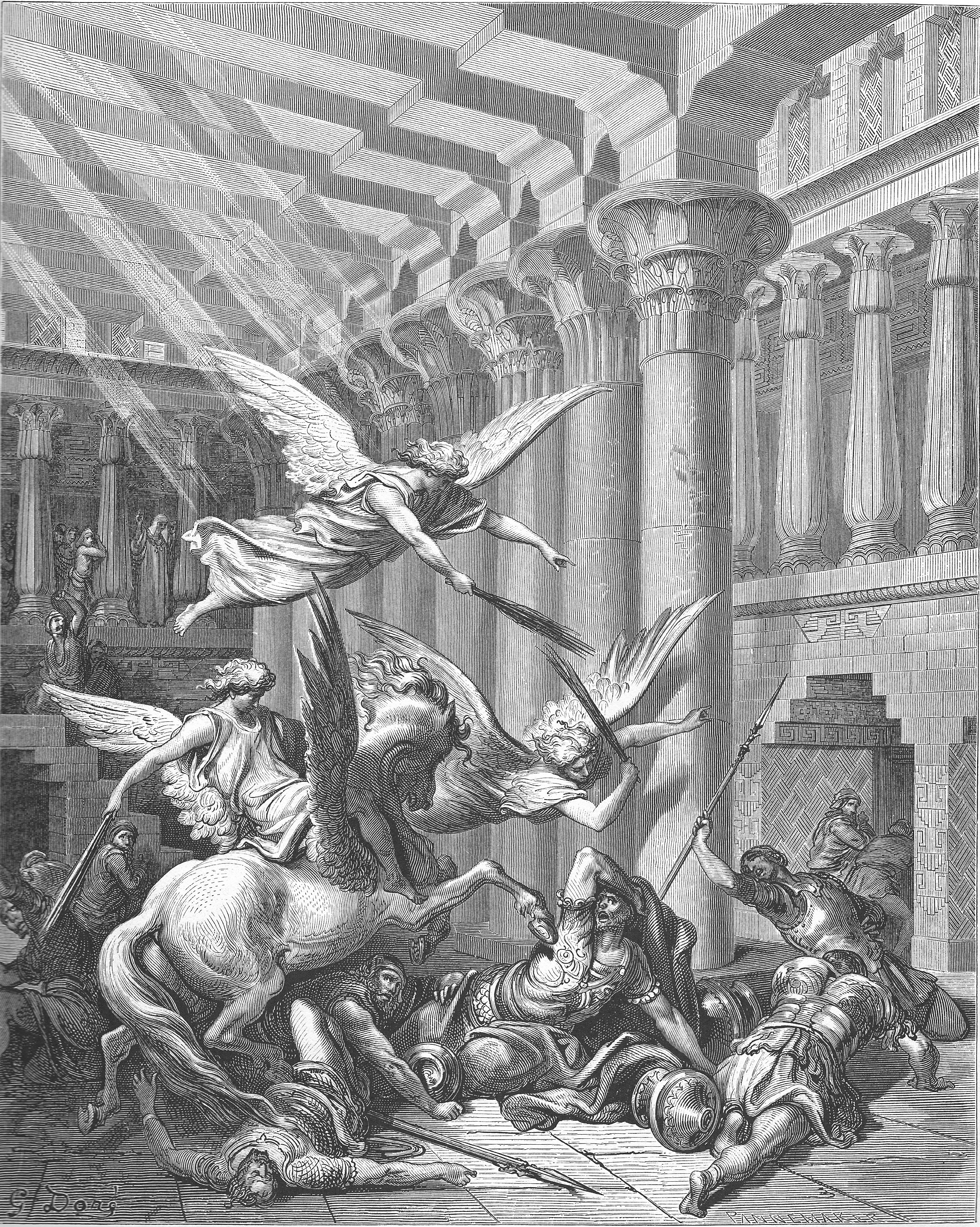
Наказание Илиодора в Храме. Гравюра Гюстава Доре

Иудеи Палестины пишут письмо своим единоверцам в Египет о необходимости соблюдения праздника кущей. При этом они рассказывают о проблемах, которые были в 169 году эры Селевкидов, однако разрешились к 188 году. Подробно описывается гибель Антиоха Епифана в храме Нанеи, что воспринимается как кара Божья. Далее авторы текста приводят два важных рассказа, более нигде не встречающиеся в Библии. Первый о Неемии, который нашёл воду в колодце, где некогда жрецы из Иерусалима пытались сохранить храмовый огонь. Когда Неемия облил густой водой камни жертвенника, то вспыхнул огонь. Но от воссиявшего света, исходившего от жертвенника, пламя погасло. Узнав об этом, царь Персии приказал объявить это место священным. Это место прозвали Нефтай, что значит очищение.
Другой рассказ о том, что Иеремия приказал Скинии и Ковчегу Завета идти на гору, откуда некогда Моисей видел всё наследие Божее. Здесь Иеремия спрятал указанные предметы в пещере. Своим спутникам пророк сообщил, что указанные предметы будут явлены в день, когда Израиль наконец-то соберётся воедино.
Далее авторы текста обещают рассказать евреям из Египта краткую историю чудесного освобождения Израиля из-под власти Селевкидов, используя при этом историю Иасона Киринейского. Однако ввиду обширности данного текста, они предлагают рассказать только важнейшие эпизоды этой героической эпохи.

### Попытки Селевкидов эллинизации Иудеи

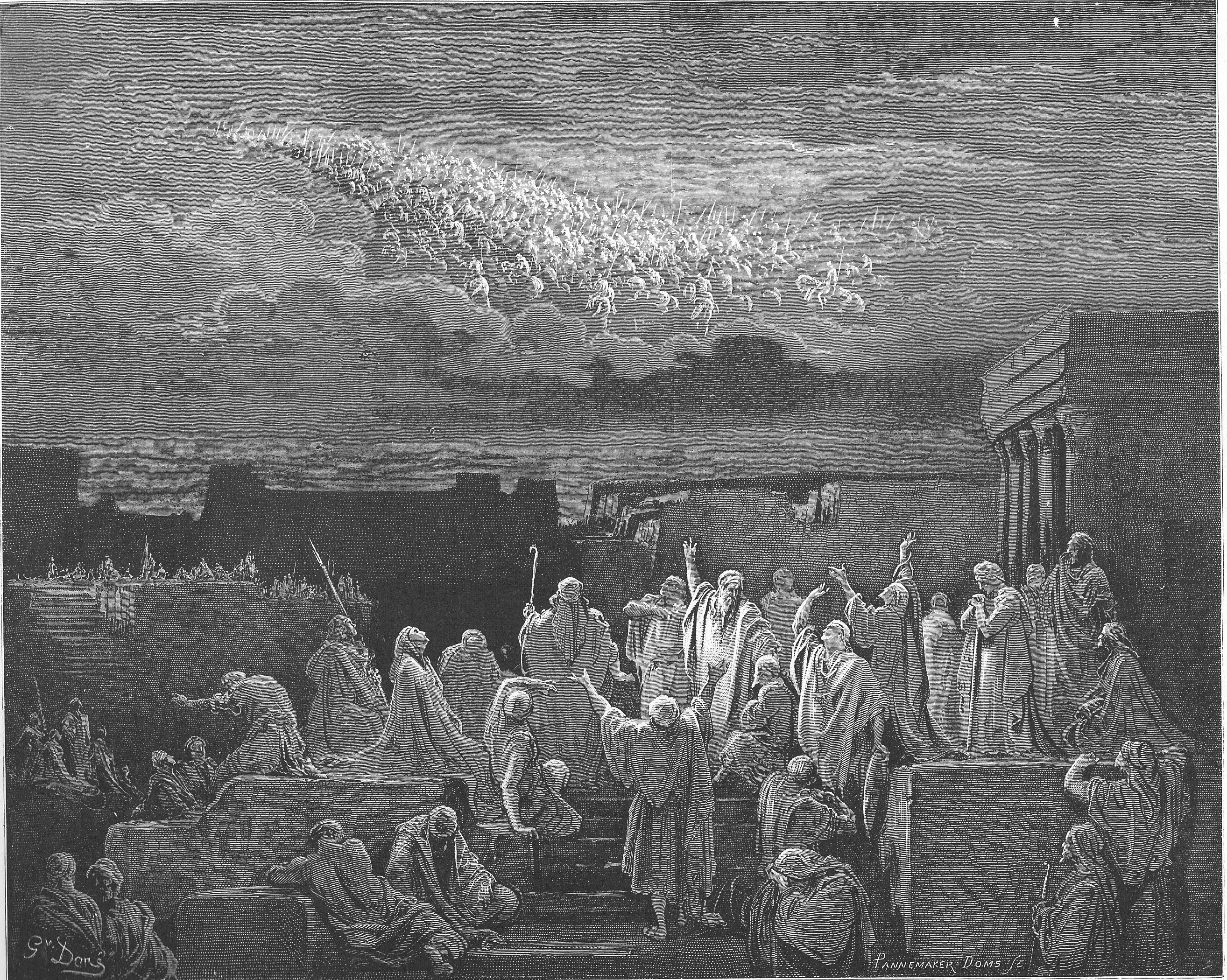
Видение жителями Иерусалима армии на небе.

Первоначально греки позволяли иудеям следовать своим религиозным традициям, и Селевк IV даже присылал приношения на Храм. Однако попечитель храма Симон Вениамитянин вошёл в конфликт со священником Онией и в качестве мести сообщил грекам о сокровищах, находящихся в Храме. Тогда царь послал своего министра Илиодора в Иерусалим захватить эти сокровища. Все евреи усердно молились Богу о том, чтобы Он не позволил случиться этому святотатству. И когда Илиодор вошёл в сокровищницу, он увидел всадника в золотой броне. После этого посланец ослеп и потерял способность двигаться. Еле-еле спутники Илиодора упросили Онию помолиться об исцелении их предводителя. По молитве первосвященника военачальник Илиодор был исцелён и, вернувшись ко двору, сказал царю, что если тот имеет врага, с которым желает расправиться, для этого нет лучшего способа, чем отправить того в Иерусалимский Храм.

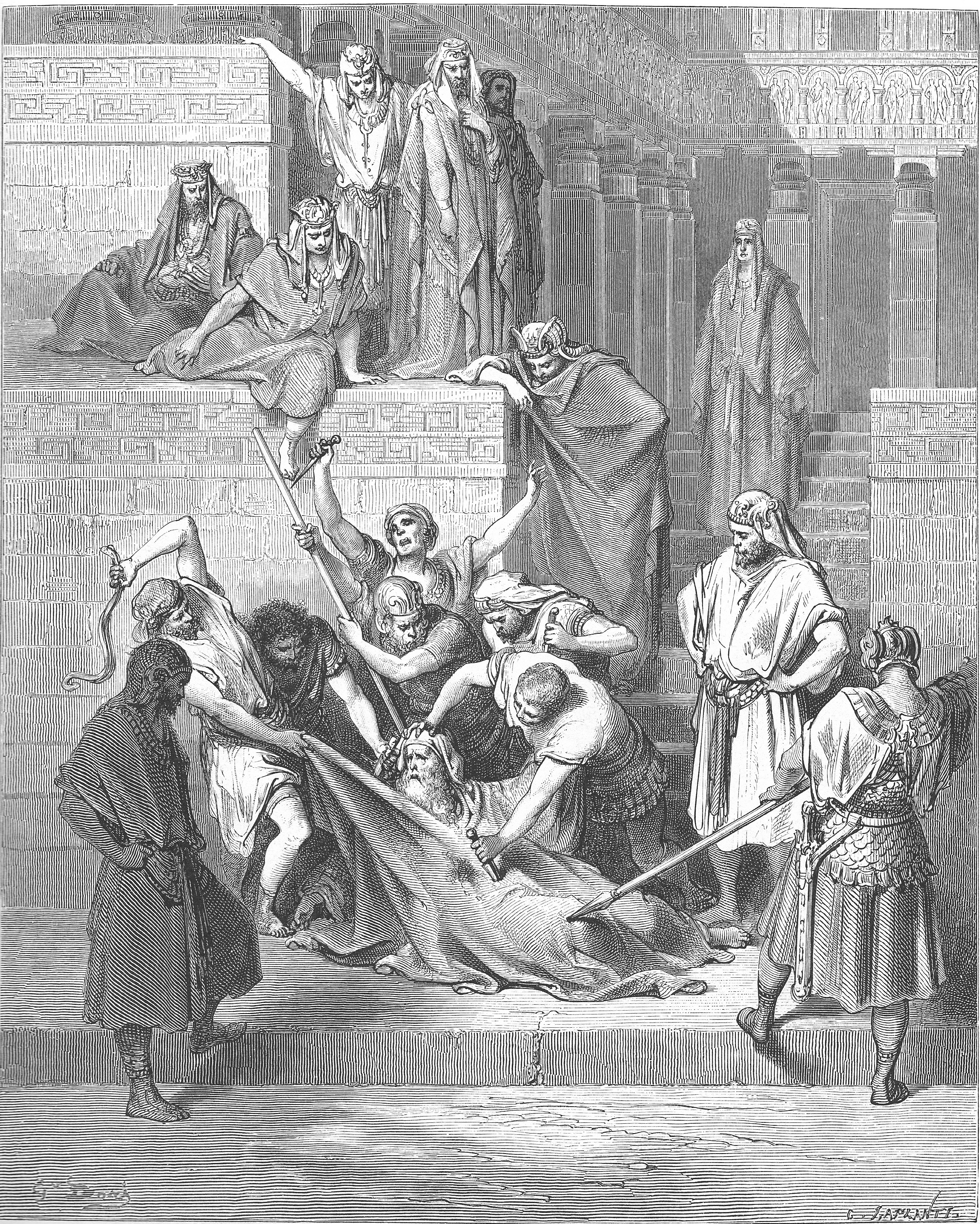
Мученическая кончина старца Елеазара.

Однако новый царь, Антиох Епифан, не сделал никаких выводов из этой истории. И когда брат Онии Иасон начал домогаться сана брата, то способствовал занятию этим нечестивцем высшего духовного сана в Иудее. В свою очередь, Иасон начал насаждать в Иудее греческие обычаи, как-то гимнастические упражнения, которые своей формой были неприемлемы для иудеев. Но торжество Иасона было недолгим — однажды тот послал Менелая, брата Симона к Антиоху с дарами, так этот нечестивец, добавив крупную сумму от себя, выпросил сан первосвященника, на который не имел ни малейшего права. Получив высшую священническую должность, Менелай при помощи греков начал преследования сторонников иудейских законов. В ходе репрессий погиб и Ония. Тогда евреи восстали. Узнав об этом, Антиох направил свою армию в Израиль. Менелай позволил ему войти в Храм и касаться священных сосудов.

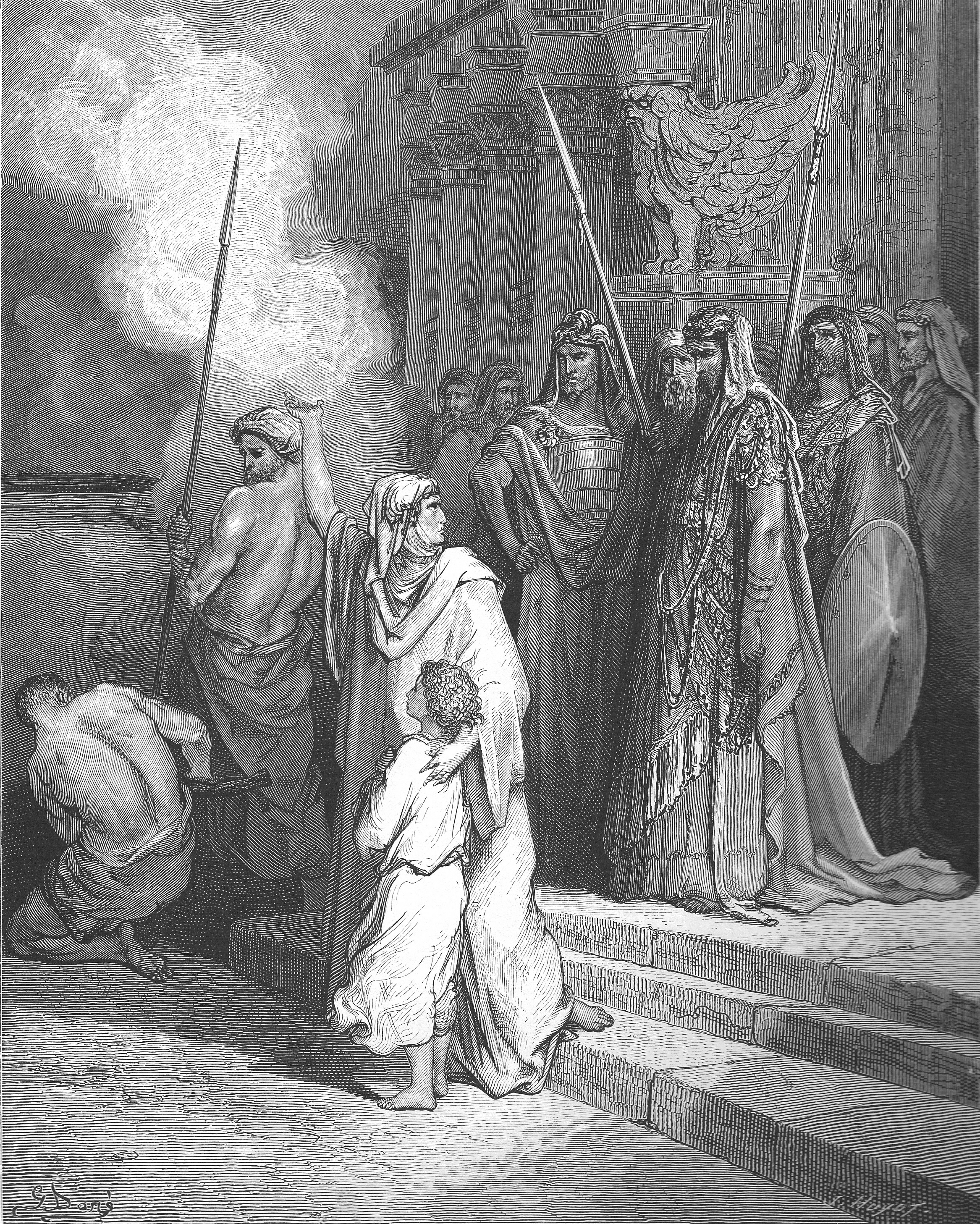
Мать Маккавеев.

В стране началось жестокое преследование иудеев, соблюдающих Закон Моисеев. Их вместе с детьми сбрасывали со стен, жгли в пещерах, умерщвляли различными другими способами. Однажды нечестивцы надумали надругаться над старцем Елиазаром, заставляя того есть свиное мясо, однако тот выплюнул недопустимую для еврея пишу. Тогда его преследователи, зная о высоком авторитете старца, предложили ему притвориться, как будто он совершает языческие обычаи, однако тот с гневом отверг этот план, говоря, что во многом является примером для окружающих, поэтому до конца жизни будет соблюдать Закон. Тогда его умертвили.

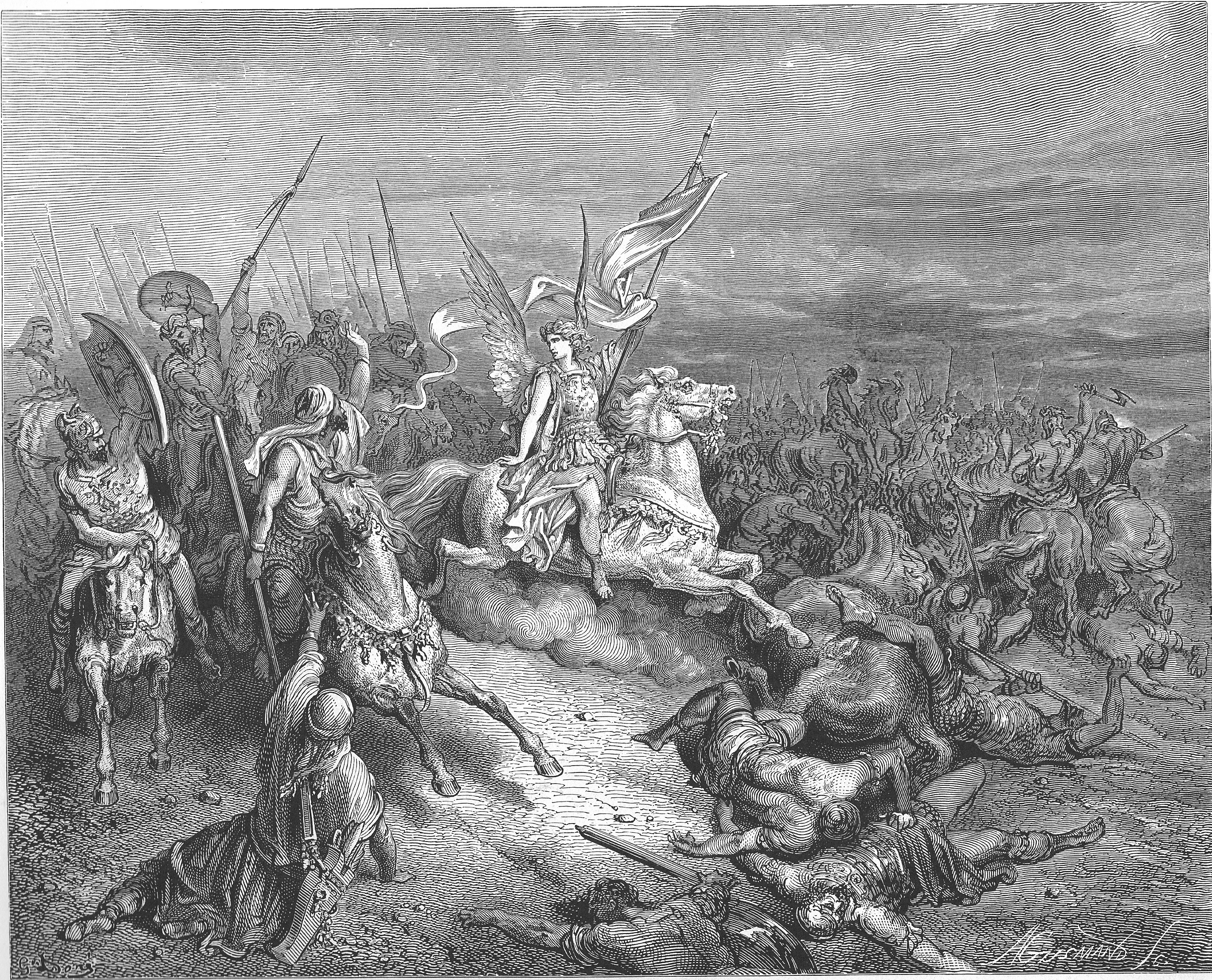
Ангел Маккавеев. Гравюра Гюстава Доре

Особый пример мужества явила одна иудейка и семеро её сыновей. Молодых людей одного за другим вызывали и предлагали есть свиное мясо и делать то, что противоречило Закону. Так как ни один из них на это не соглашался, то с них живых сдирали кожу и отрубали члены тела, после чего жарили на раскалённых сковородах. Однако каждый последующий брат, видя смерть предыдущего, исповедовал свою веру и уверенность, что по воскресении Бог воздаст им за их стойкость. Когда остался лишь самый младший, Антиох попытался уговорить мать склонить юношу к отступничеству. Однако мать на родном языке призвала своего последнего сына к стойкости. Юноша героически исповедал свою веру, после чего был подвергнут более сильным мукам, чем его братья. После смерти сыновей была казнена и мать.

## Значение книги
Доктрины, содержащиеся в книге
- Вера в воскресение умерших и зависимость посмертной участи от дел, совершённых при жизни (2Мак. 12:43—45).
- Молитвы за умерших (2Мак. 12:44).
- Сотворение Богом «всего из ничего» (2Мак. 7:28).